# Johann Nikolaus von Dreyse

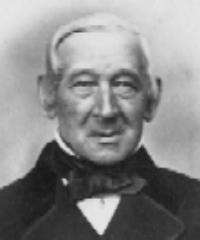
Johann Nikolaus von Dreyse

Johannes Nikolaus (von) Dreyse, född 20 november 1787 i Sömmerda, död där 9 december 1867, var en tysk uppfinnare och fabrikör (adlad 1864). 
Dreyse blev först klensmed, arbetade först i Tyskland, så 1809-14 i Paulis gevärsfabrik i Paris, grundlade därefter i Sömmerda en järnvarufabrik, inriktade på förbättrade gevärskonstruktioner, förbättrade 1824 tändhattarnas konstruktion och tändsats och inrättade under firma Dreyse & Collenbusch en tändhattsfabrik i Sömmerda. 
Dreyses strävande efter en enhetspatron för gevär, som skulle innehålla kula, krut och tändmedel, ledde till uppfinnandet av tändnålsgeväret 1827, som först laddades framifrån, men 1836 förändrades till bakladdning. Vapnet infördes 1840 i den preussiska armén, först vid fusiljärbataljonerna, och dess konstruktion hölls hemlig. 
Den preussiska regeringen tilldelade Dreyse medel till inrättande av en gevärs- och ammunitionsfabrik, som 1841-63 levererade 300000 gevär med tillhörande ammunition. Han uppfann även ett gevär med exploderande projektil men då Sankt Petersburgkonferensen 1868 förbjöd dylika konstruktioner, fick den inte någon praktisk betydelse.
Sonen Franz (1822-94) fortsatte faderns verksamhet och utvidgade den till att omfatta revolvrar och blanka vapen; han ägnade sig särskilt åt konstruktion av repetergevär; i hans jaktgevär avlöstes tändnålen 1889 av slagstiftet. År 1870 anlade han en maskinfabrik och ett järngjuteri, som levererade bland annat verktygsmaskiner och järnvägsmateriel.